# Wilhelm von Taubenheim

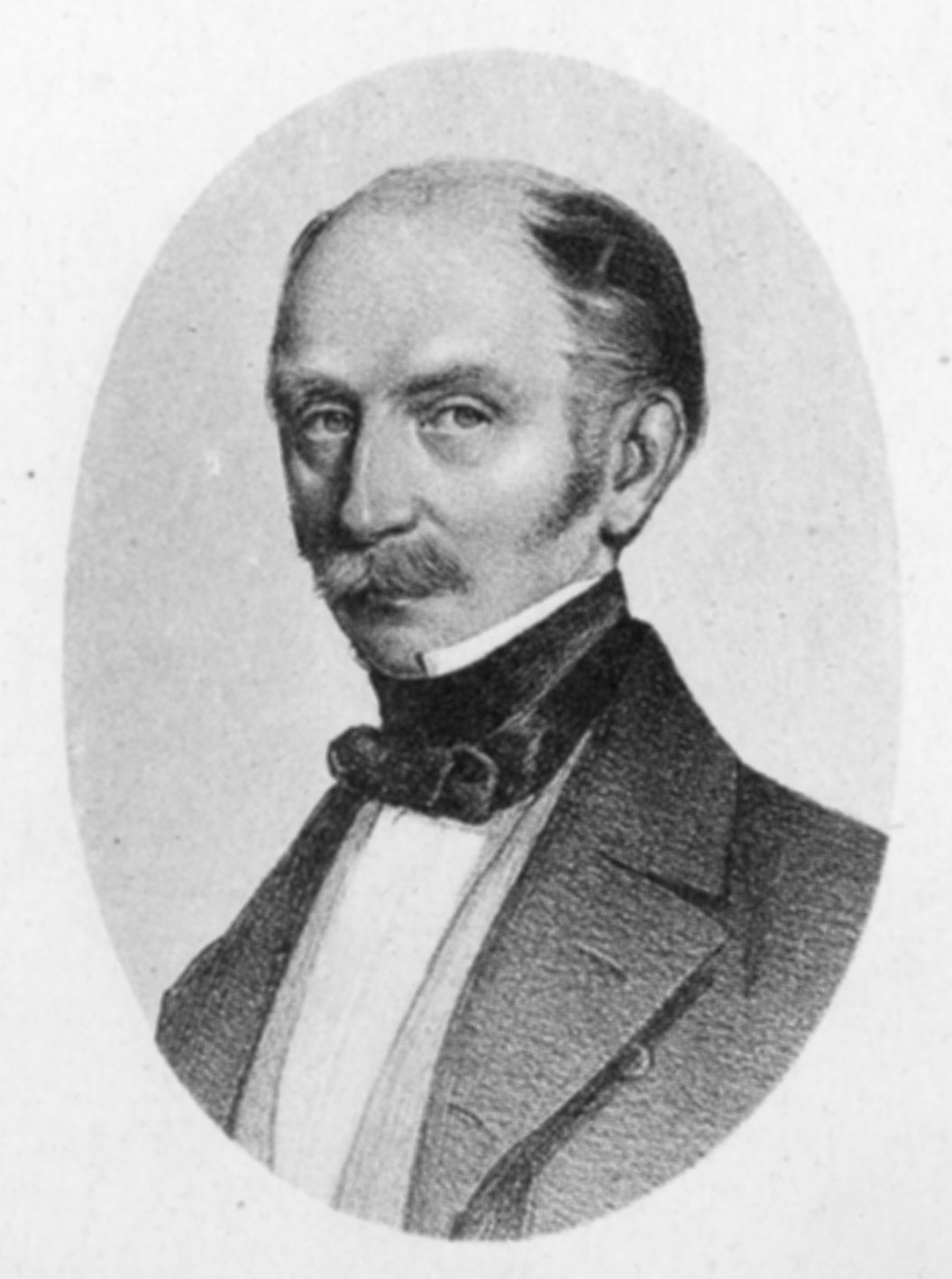
Wilhelm von Taubenheim

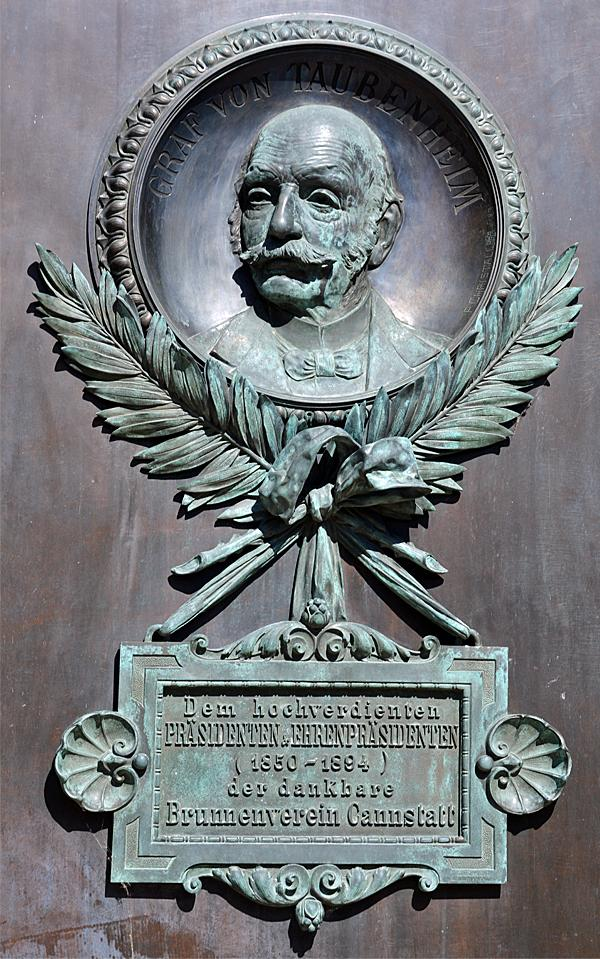
Denkmal für Wilhelm Graf von Taubenheim im Brunnenhof des Kursaals Bad Cannstatt, Plastik von Paul Gottfried Christaller, gestiftet vom Brunnenverein Cannstatt, errichtet 1894

August Wilhelm Freiherr von Taubenheim, ab dem 6. April 1859 Graf von Taubenheim (* 16. April 1805 in Stuttgart; † 4. Januar 1894 ebenda), war Stallmeister und Kammerherr der Könige Wilhelm I. und Karl von Württemberg. Von 1841 bis 1846 war er außerdem Intendant des Königlichen Hoftheaters Stuttgart. 

## Leben
Taubenheim war Spross des sächsischen Adelsgeschlechtes Taubenheim, Enkel des württembergischen Staatsministers Rudolf August Leberecht Freiherr von Taubenheim sowie Sohn des württembergischen Stallmeisters und Kammerherrn August Freiherr von Taubenheim und dessen Ehefrau Caroline, geborene Bawr (1786–1856, auch „Freiin von Baver“), einer gebildeten Frau aus dem Kurfürstentum Hessen. Der bereits am 14. Januar 1806 nach kurzer Krankheit verstorbene Vater war ein Freund des Kronprinzen und späteren Königs Wilhelm I. Dieser nahm sich der Erziehung Taubenheims an.
Bis zum 16. Lebensjahr besuchte er das Königliche Gymnasium Stuttgart, anschließend die Kriegsschule Ludwigsburg. Das dort als Unterleutnant der Königlichen Leibgarde gezeigte Interesse an Pferden prägte seine weitere Laufbahn. 1824 begann er ein Studium an der Universität Göttingen. Dort besuchte er auch die von Johann Heinrich Ayrer gegründete Schule für Reitkunst und Equitation. Anschließend ging er für längere Zeit auf eine Reitschule in Wien.
1826 kehrte er nach Stuttgart zurück und wurde zum Kammerherrn und Stallmeister ernannt. Als solcher fungierte er als Begleiter, Berater und enger Vertrauter König Wilhelms I. Mit ihm teilte er das starke Interesse für Pferdezucht. Mit Julius von Hügel (1810–1884), dem Sohn des württembergischen Kriegsministers Ernst von Hügel, rief Taubenheim 1834 den „Wettrenn-Verein“ ins Leben, der alljährlich auf dem Landwirtschaftlichen Hauptfest in Cannstatt ein Pferderennen veranstaltete und die Beiträge seiner Mitglieder unter anderem zum Ankauf eines zu verlosenden Edelpferdes verwendete.
In den Jahren 1840/1841 unternahm Taubenheim in Begleitung des Literaten Friedrich Wilhelm Hackländer, des Malers Friedrich Frisch und des Arztes Karl Bopp (1817–1847) eine Reise in den Orient, auch um für die Königlich Württembergischen Gestüte Weil und Marbach Araber-Pferde zu beschaffen. Die Reise, die in die Zeit der Orientkrise fiel und die Hackländer in dem später mehrfach aufgelegten Werk Reise in den Orient sowie Frisch in der lithografischen Tafelfolge Arabien und Ölgemälden dokumentierte, führte zunächst mit dem Schiff die Donau hinab über Wien bis Giurgiu, dann mit dem Pferd bis Konstantinopel, wo Sultan Abdülmecid I. die württembergische Delegation in einer Audienz empfing. Mit dem Schiff ging es weiter über Rhodos, Zypern und Beirut, wobei sie 1841 bei stürmischem Winterwetter im Hafen von Therapia einen Schiffbruch des 1839 in Triest gebauten Seedampfers Seri-Pervas der Donau-Dampfschiffahrts-Gesellschaft überlebten. Von Beirut zogen sie wieder über Land nach Damaskus und Jerusalem. In Jaffa kam es zur Begegnung mit dem osmanischen General Ibrahim Pascha, der damals als Wālī über Syrien und Palästina herrschte. Über den Sinai ging die Reise bis Ägypten. Die Rückreise führte mit dem Schiff über Malta, Sizilien, Neapel und Genua.

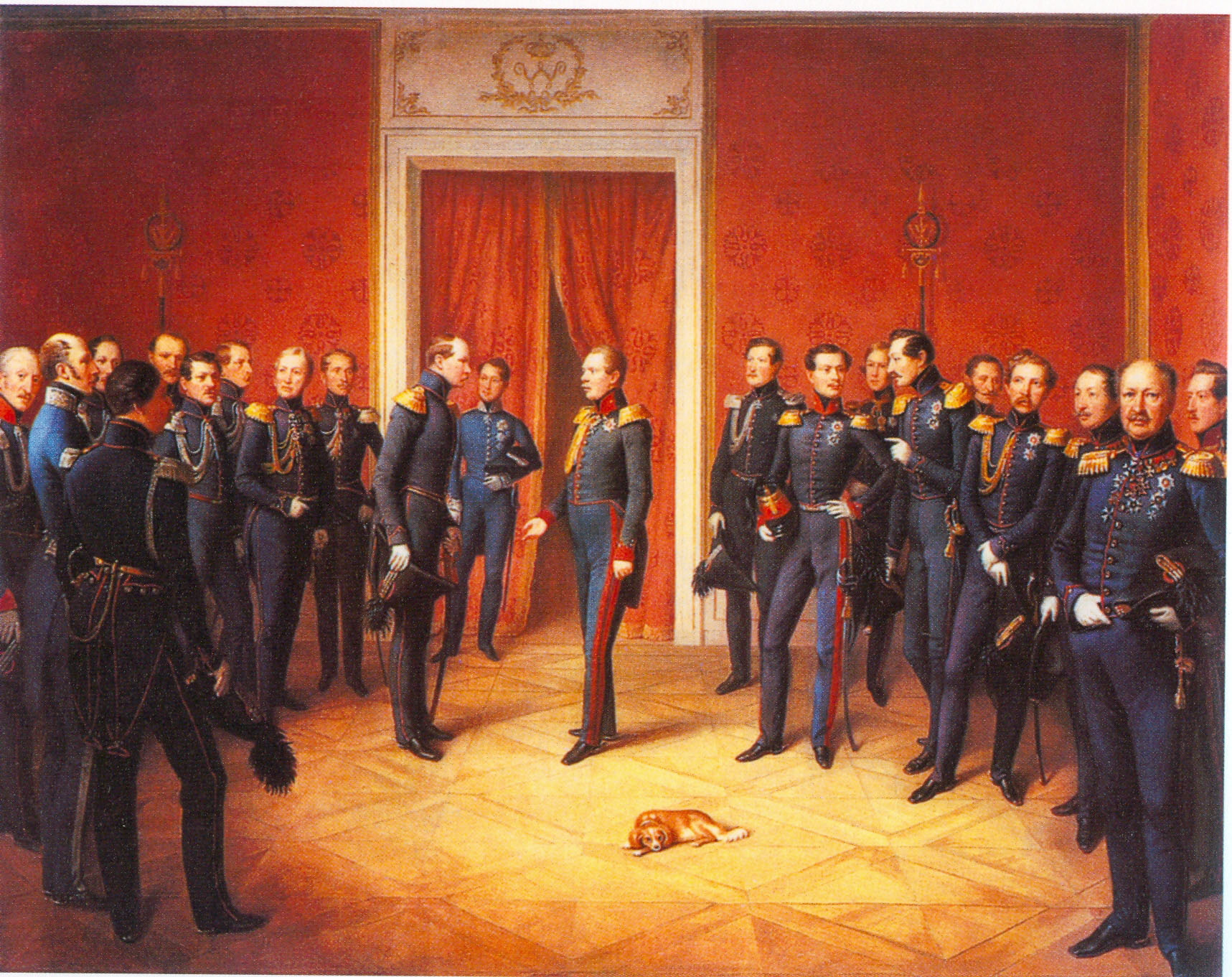
Rapport bei König Wilhelm I., 1847, Gemälde von Franz Seraph Stirnbrand, Taubenheim als zweiter von links

1841 stieg Taubenheim zum Oberstallmeister („Oberststallmeister“) und damit zum Chef aller königlichen Marställe auf. Außerdem wurde er im gleichen Jahr als Nachfolger von Victor Carl Emanuel Philipp Graf von Leutrum-Ertingen (1782–1842) zum Intendanten des Königlichen Hoftheaters bestellt, eine Funktion, die er bis zur Ernennung seines Nachfolgers Ferdinand von Gall im April 1846 eher provisorisch innehatte. Für seine treuen Dienste erhob ihn Wilhelm I. am 6. April 1859 in den erblichen Grafenstand.
Nachdem Karl von Württemberg 1864 den Thron bestiegen hatte, genoss Taubenheim weiterhin das königliche Vertrauen. Karl, den er insbesondere auch auf dessen winterlichen Reisen nach Südfrankreich begleitete, betraute ihn häufig mit wichtigen Aufträgen. Mit der Thronbesteigung Wilhelms II. reichte Taubenheim seinen Rücktritt ein, der ihm unter Anerkennung seiner Verdienste gewährt wurde. Taubenheim starb 88-jährig in Stuttgart.
Taubenheim wurde 1854 Ehrenbürger Cannstatts. Außerdem war er Ehrenpräsident des Cannstatter Brunnenvereins, der ihn 1894 im Brunnenhof am Kursaal Bad Cannstatt mit einem Denkmal ehrte, das der Stuttgarter Bildhauer Paul Gottfried Christaller schuf. Kunsthistorisch trat Taubenheim auch als Auftraggeber des Porträtmalers Franz Seraph Stirnbrand in Erscheinung. Im Johanniterorden bekleidete Taubenheim den Rang und das Amt eines Kommendators. Bis 1877 war er Eigentümer des Rittergutes Hohenentringen, das er in den 1840er Jahren samt umfangreichem Grundbesitz von Wilhelm Friedrich Albrecht von Plessen erworben hatte.

## Ehe und Nachkommen
Am 17. September 1842 heiratete Taubenheim in Serach Marie Friederike Alexandrine Charlotte Katharina Gräfin von Württemberg (* 29. Mai 1815 in Stuttgart; † 31. Dezember 1866 ebenda), die Tochter des Prinzen Wilhelm Friedrich Philipp von Württemberg aus dessen morganatischer Ehe mit der Hofdame der Mutter, Wilhelmine Freiin von Tunderfeld-Rhodis (1777–1822). Durch diese Ehe wurde Taubenheim Schwager der Grafen Alexander und Wilhelm von Württemberg.
Das Paar hatte drei Töchter und einen Sohn:
- Marie Sophie Wilhelmine (* 31. Juli 1843 in Stuttgart; † 11. April 1919 ebenda), ab dem 10. Juli 1894 Oberin des Diakonissenhauses Stuttgart
- Wilhelm Paul Karl Heinrich (* 4. April 1845 in Stuttgart; † 13. September 1887 in Purworejo, Java, Niederländisch-Indien), Kavallerieleutnant im Deutschen Krieg, Oberleutnant einer Feldjägerschwadron im Deutsch-Französischen Krieg, ab 1871 Stallmeister Karls von Württemberg, ab 1874 dessen Kammerherr, 1876 Ausscheiden aus dem Hofdienst, 1880 Entlassung aus der  württembergischen Staatsbürgerschaft sowie Emigration nach Niederländisch-Indien, dort unverheiratet verstorben
- Olga Charlotte Theodolinde Wilhelmine (* 15. September 1850 in Stuttgart; † 16. Mai 1925 ebenda) ⚭ August Freiherr von Wollwert-Lauterburg (1843–1908), württembergischer Oberhofmarschall, eine Tochter: Olga Freiin von Wollwert-Lauterburg (* 4. Februar 1874 in Stuttgart; † 6. April 1894 ebenda)
- Sophie Marie Julie (* 25. Oktober 1852 in Stuttgart; † 19. März 1936 in Baden-Baden) ⚭ Ernst Friedrich Eduard Bayer von Ehrenberg (1855–1920), preußischer Rittmeister und Major, eine Tochter: Wilma Konstanze Anna Helene Philippine Bayer von Ehrenberg (* 5. Oktober 1884 in Berlin; † 2. September 1938 in Aachen)